# NGC 5062/1
NGC 5062/1 је лентикуларна галаксија у сазвежђу Кентаур која се налази на NGC листи објеката дубоког неба.
Деклинација објекта је - 35° 27' 32" а ректасцензија 13h 18m 23,6s. Привидна величина (магнитуда) објекта NGC 5062 износи 11,6 а фотографска магнитуда 12,6. NGC 50621 је још познат и под ознакама ESO 382-35, MCG -6-29-26, IRAS 13155-3511, PGC 46351.